# 国际人民大会
国际人民大会（英語：International Peoples' Assembly，缩写为IPA）是一个社会主义和劳工组织的国际网络。

## 历史
2015年，巴西无地工人运动举办“人类困境”会议，为国际人民大会的前身。
2019年，国际人民大会在委内瑞拉加拉加斯举行第一次全球大会，与会者一致同意“宣布我们捍卫玻利瓦尔革命与合宪总统尼古拉斯·马杜罗”。2020年5月25日—5月30日，国际人民大会和其他左翼组织举办“反帝国主义斗争国际周”。2023年，国际人民大会在古巴哈瓦那举办一场活动，反对美国对古巴的禁运。

## 国际人民媒体网络
国际人民大会的合作伙伴包括其国际人民媒体网络和国际政治教育集体，两者都被称作国际人民大会的“协调委员会”。
国际人民媒体网络自称为“一个由全球各地的独立进步媒体项目组成的网络，旨在共同重新定义全球危机时代的新闻和媒体。”该媒体网络包括《人民快报》《东升》《现实巴西》、突破新闻、泛非电视、Arg媒体和马达尔。
该媒体网络的成员有：
- ALBA运动[8]
- Arg媒体[7]
- 孟加拉国妇女解放委员会[8]
- 现实巴西（英语：Brasil de Fato）[1][7]
- 突破新闻[7]
- 粉红密码：争取和平妇女（英语：Code Pink）[8]
- 尼泊尔共产党（联合社会主义者）[8]
- 西班牙共产党[8]
- 争取农民团结委员会（英语：Committee for Peasant Unity）[8]
- 民主道路[8]
- 东升[7]
- 弗朗西斯科·德·米兰达阵线[8]
- 无地工人运动[8]
- 摩洛哥人权协会[8]
- 马达尔[7]
- 南非金属工人全国联盟（英语：National Union of Metal Workers of South Africa）[8]
- 新框架[7]
- 新闻点击[1]
- 巴勒斯坦人民党[8]
- 大祖国阵线[8]
- 人民快报[1][7]
- 人民教育计划[8]
- 权力归人民[8]
- 争取社会主义和解放党[8]
- 泛非电视[7]
- 拉丁美洲概要[1]
- 赞比亚社会党[8]
- 社会主义革命工人党[8]
- 三大洲：社会研究机构[1][7]
- 孟加拉国工人党[8]
- 突尼斯工人党[8]
- 古巴工人中央工会[8]